# Western (Salomonen)
Western ist die inselreichste Provinz des pazifischen Inselstaats Salomonen. Sie grenzt im Norden an die Inseln des Nachbarstaats Papua-Neuguinea, im Osten an die Provinz Isabel und im Süden an die Provinz Central.
Sämtliche Inseln der Provinz sind geographisch und geologisch der Kette der Salomon-Inseln zuzuordnen. Der New-Georgia-Archipel, die Shortland-Inseln und die Treasury-Inseln sind Inselgruppen der Western-Provinz. Als östlichste Insel gehört die isolierte Mborokua zur Provinz Western, liegt aber näher zur Provinz Central.
Die Fläche aller Inseln beträgt 5475 km². Gizo, Hauptstadt der Provinz, liegt auf der Insel Ghizo im New-Georgia-Archipel.
2009 lebten knapp 76.650 Menschen auf den Inseln der Western-Provinz.